# Chick Chandler
Pour les articles homonymes, voir Chandler.
Chick Chandler né (Charles Fehmer Chandler) à Kingston (New York) le 18 janvier 1905, et mort d'une crise cardiaque à Laguna Beach  le 30 septembre 1988, est un acteur américain.

## Filmographie partielle

### Au cinéma
- 1933 : La Boule rouge (Blood Money) de Rowland Brown : Drury Darling
- 1933 : Croisière sentimentale (Melody Cruise) de Mark Sandrich : Hickey
- 1937 : One Mile from Heaven de Allan Dwan : Charlie Milford
- 1938 : M. Moto court sa chance (Mr. Moto Takes a Chance) de Norman Foster : Chick Davis
- 1939 : Hollywood Cavalcade de Irving Cummings : Directeur adjoint
- 1939 : Swanee River de Sidney Lanfield : Bones
- 1940 : Quai numéro treize (Pier 13) de Eugene Forde : Nickie
- 1941 : Adieu jeunesse (Remember the Day) de Henry King : M. Mason
- 1941 : Qui a tué Vicky Lynn ? (I Wake Up Screaming) de H. Bruce Humberstone : le reporter
- 1941 : Sailors on Leave de Albert S. Rogell : Swifty
- 1942 : Le Caïd (The Big Shot) de Lewis Seiler : Frank Smith
- 1943 : The West Side Kid de George Sherman
- 1943 : Hi Diddle Diddle de Andrew L. Stone : Saunders, le chauffeur d'Hector
- 1944 : Maisie Goes to Reno de Harry Beaumont : Tommy Cutter
- 1944 : Pour les beaux yeux de ma belle (Irish Eyes Are Smiling) de Gregory Ratoff : le régisseur
- 1944 : Seven Doors to Death de Elmer Clifton : Jimmy McMillan
- 1944 : Surprise-partie (Johnny Doesn't Live Here Anymore) de Joe May : Jack
- 1948 : La Course aux maris (Every Girl Should Be Married) de Don Hartman : Harry, le vendeur de soda
- 1948 : Ma femme et ses enfants (Family Honeymoon) de Claude Binyon : chauffeur de taxi
- 1950 : La Clé sous la porte (Key to the City) de George Sidney : Herman, un journaliste
- 1950 : The Great Rupert de Irving Pichel : Phil Davis
- 1951 : Lost Continent de Sam Newfield
- 1952 : Ville d'acier (Steel Town) de George Sherman : Ernie

### À la télévision
- 1965 : Kilroy de Robert Butler: Ben Feeney